# Stegouros
Stegouros (Stegouros) – czworonożny dinozaur pancerny z podrzędu ankylozaurów, żyjący ok. 77–72 mln lat temu na terenie obecnej Ameryki Południowej. Stegouros osiągała około 2 metrów długości wraz z krótkim ogonem, na którego końcu znajdowało się siedem par bocznie wystających osteoderm, z których ostatnie pięć par łączyło się w jeden płaski element przypominający płetwę. Gatunkiem typowym jest S. elengassen.

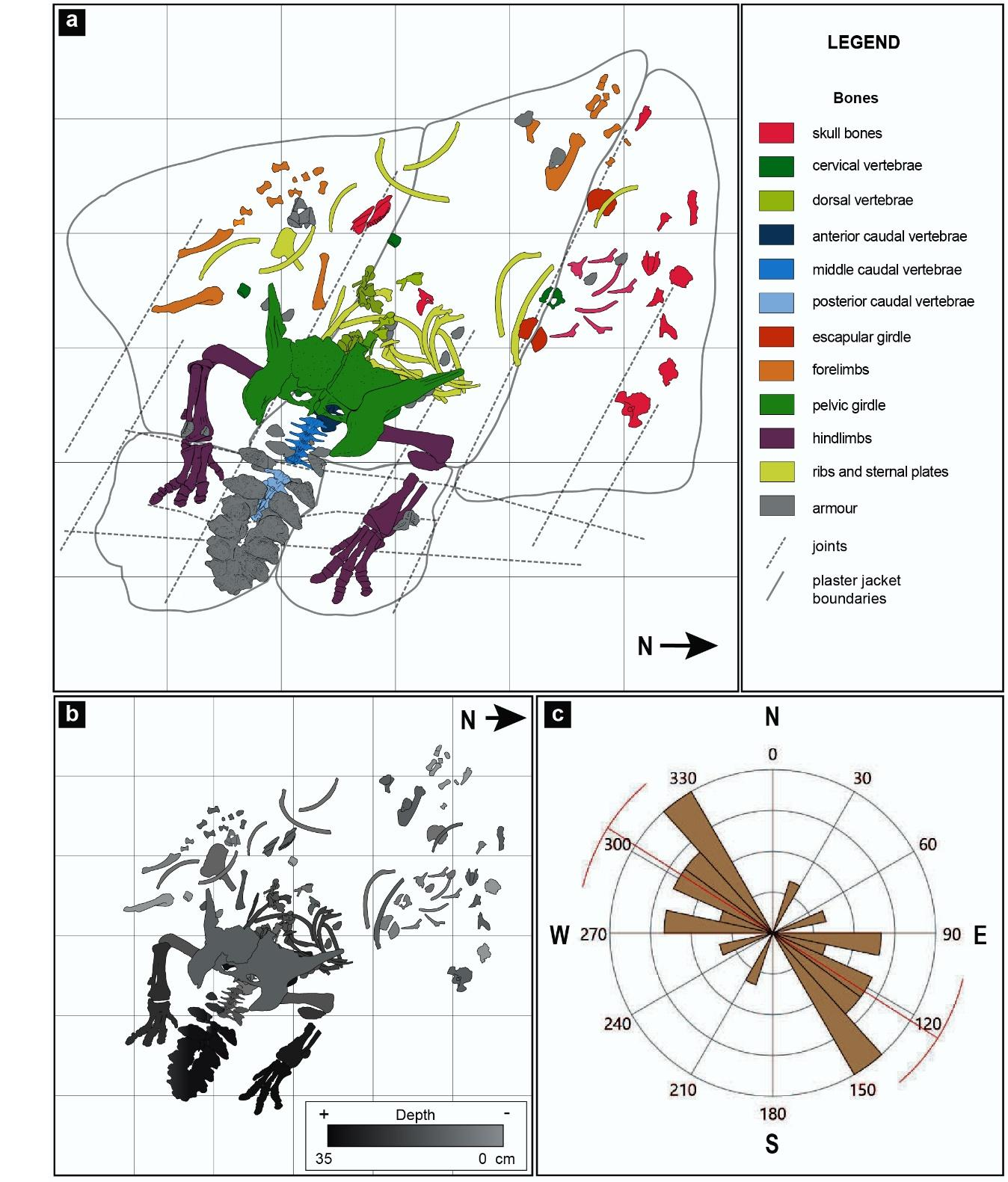
Schemat rozmieszczenia kości na stanowisku
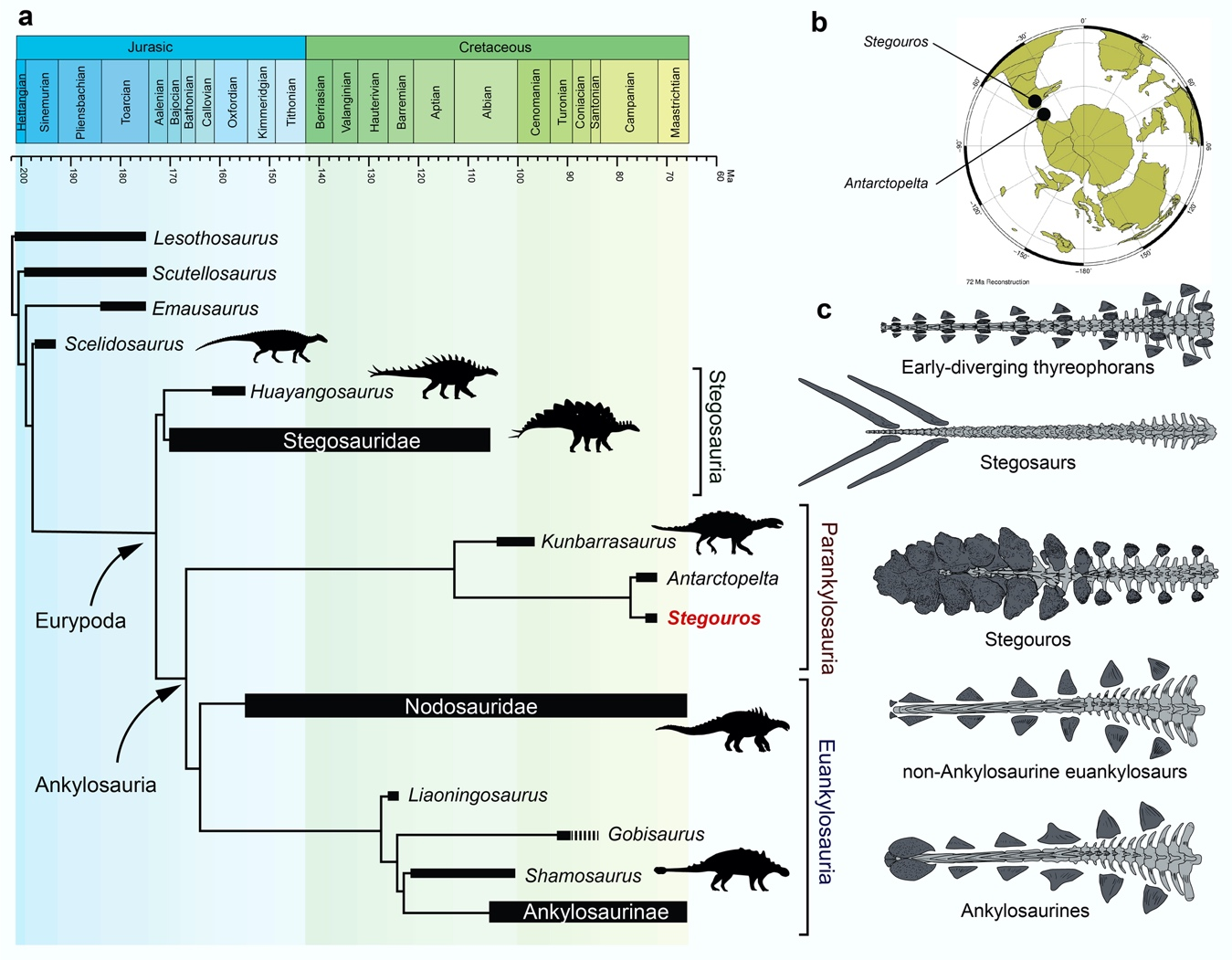
Drzewo filogenetyczne
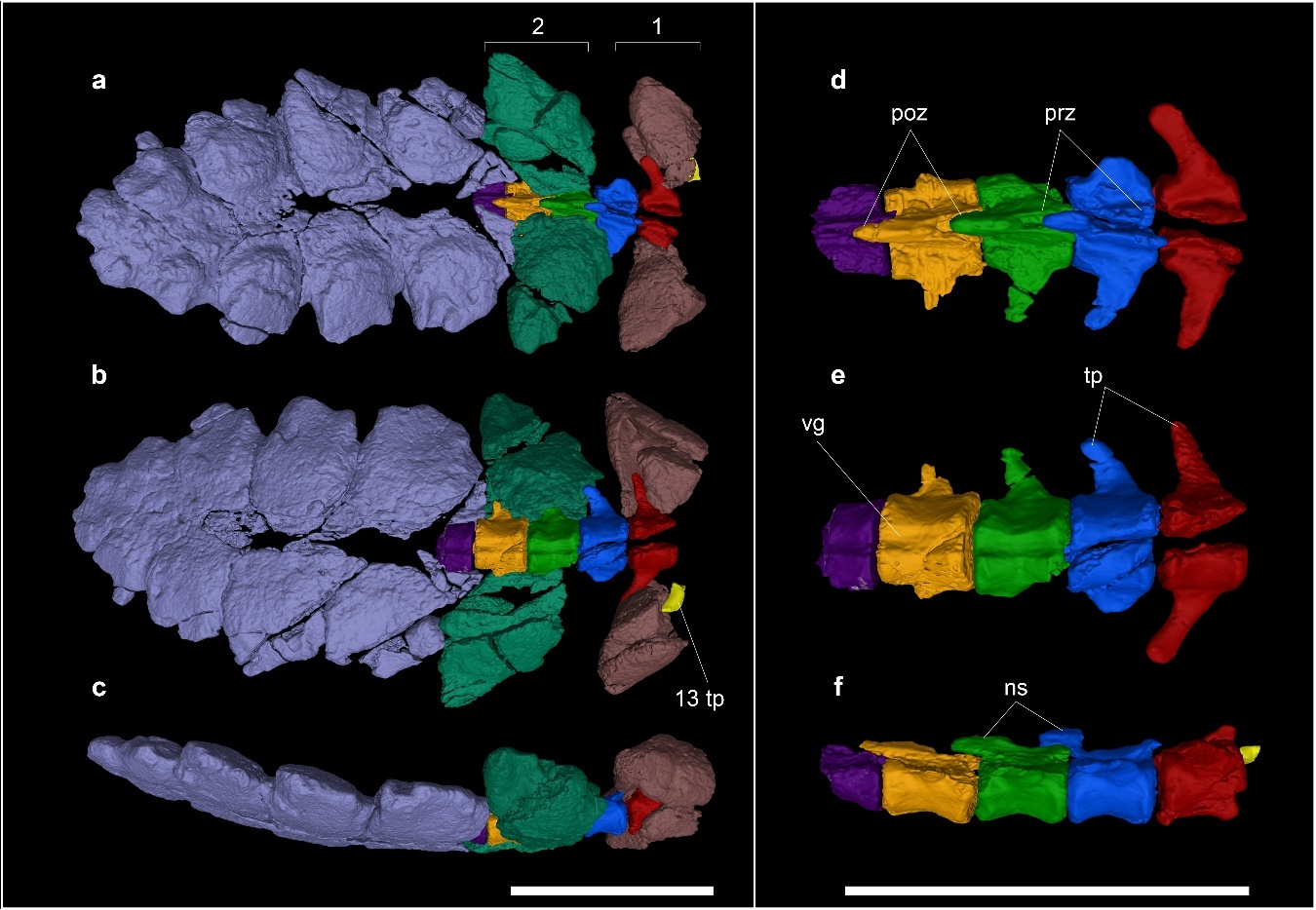
Budowa osteoderm
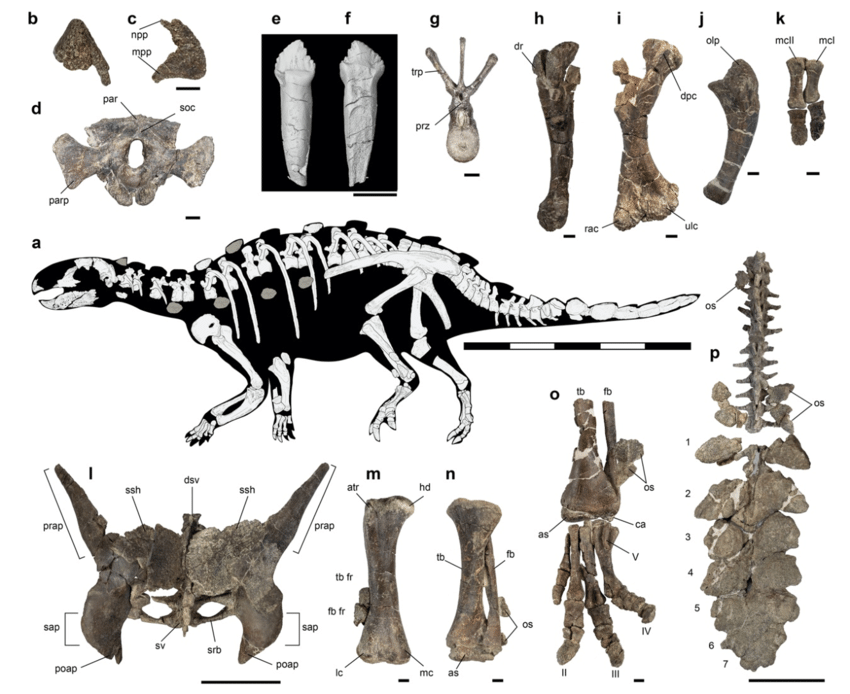